# Kroksjön (Lindome socken, Halland)
Kroksjön är en sjö i Mölndals kommun i Halland och ingår i Kungsbackaåns huvudavrinningsområde. Sjön är 25 meter djup, har en yta på 0,271 kvadratkilometer och är belägen 95,9 meter över havet. Vid provfiske har abborre fångats i sjön.

## Delavrinningsområde
Kroksjön ingår i det delavrinningsområde (639058-128610) som SMHI kallar för Mynnar i Kungsbackaån. Medelhöjden är 117 meter över havet och ytan är 4,69 kvadratkilometer. Det finns inga avrinningsområden uppströms utan avrinningsområdet är högsta punkten. Vattendraget som avvattnar avrinningsområdet har biflödesordning 2, vilket innebär att vattnet flödar genom totalt 2 vattendrag innan det når havet efter 24 kilometer. Avrinningsområdet består mestadels av skog (75 procent) och öppen mark (14 procent). Avrinningsområdet har 0,42 kvadratkilometer vattenytor vilket ger det en sjöprocent på 8,9 procent.